# Raimundo Orsi
Pour les articles homonymes, voir Orsi.
Raimundo Bibian Orsi (né le 2 décembre 1901 à Avellaneda en Argentine et mort le 6 avril 1986 à Santiago) est un footballeur international italo-argentin (oriundo), qui évoluait au poste d'attaquant.

## Biographie

### Club
Ailier droit rapide et doué d'une grande force physique, Orsi était également réputé pour son sens du dribble et ses feintes de corps Surnommé « Le Violoniste », Orsi commence sa carrière en Argentine à Independiente en 1920, et y reste pendant huit ans, remportant notamment trois fois le championnat d'Argentine (bien qu'amateur à l’époque), en 1922, 1924 et 1925. Il fut l'un des premiers ailiers argentins à ne pas uniquement se limiter à centrer pour les avant-centres, cherchant également la conclusion en perforant la défense adverse.
Après avoir fait bonne impression avec sa sélection argentine olympique aux JO d'Amsterdam, il est repéré par la famille Agnelli. En 1928, « Mumo » débarque donc en Europe à la Juventus (pour une forte somme pour l'époque, 100 000 lires, ajouté à cela un salaire mensuel de 8000 lires), en Italie, son pays d'origine (en tant qu'oriundo), où il reste jusqu'en 1935 (pour un total de 88 buts inscrits en 194 matchs). Avec la Juve, il dispute son premier match le 6 octobre 1929 lors d'un succès 3-2 en Serie A sur Naples, et inscrit son premier but une semaine plus tard le 13 octobre 1929 lors d'un large succès à l'extérieur 5-1 contre Livourne. Il fait partie de l'époque dorée du club bianconero qui remporta cinq scudetti d'affilée entre 1930-1931 et 1934-1935, appelée le « Quinquennat d'or ».
À son retour d'Europe en 1935 (il joue sa dernière rencontre bianconera le 31 mars 1935 lors d'un nul 0-0 contre l'Ambrosiana Inter), Orsi porte les couleurs du Peñarol Montevideo en Uruguay et du Flamengo au Brésil.

### Sélection
Après avoir porté 13 fois les couleurs de l'Argentine à ses débuts (il fait ses débuts en sélection le 10 août 1924 lors d'un nul 0-0 contre l'Uruguay), il est sélectionné pour l'équipe d'Italie à 35 reprises, jouant son premier match avec les azzurri le 1er décembre 1929 au cours d'une écrasante victoire 6-1 sur le Portugal.
Il y marque 13 buts et remporte notamment la coupe du monde 1934 aux côtés des Giovanni Ferrari, Giuseppe Meazza et Luis Monti (un autre ex-joueur argentin).

## Carrière
- 1920-1928 : CA Independiente -  Argentine
- 1928-1935 : FBC Juventus -  Italie
- 1935 : CA Independiente -  Argentine
- 1936 : Boca Juniors -  Argentine
- 1937-1938 : CA Platense -  Argentine
- 1939-1940 : Club Almagro -  Argentine
- 1940 : CR Flamengo -  Brésil
- 1941-1942 : CA Peñarol -  Uruguay

## Palmarès

### Club
| Independiente - Championnat d'Argentine (3) : - Champion : 1922, 1924 et 1925 (amateur). - Copa de Competencia Asociación (3) : - Vainqueur : 1924, 1925 et 1926 (amateur). |  | Juventus - Championnat d'Italie (5) : - Champion : 1930-1931, 1931-1932, 1932-1933, 1933-1934 et 1934-1935. |

### Sélection
| Argentine - Copa América (1) : - Vainqueur : 1927. - Jeux olympiques : - Argent : Amsterdam 1928. |  | Italie - Coupe du monde (1) : - Vainqueur : 1934. - Coupe internationale (2) : - Vainqueur : 1927-1930 et 1933-1935. |